# Comuna Astrahanka, Melitopol
Astrahanka (în ucraineană Астраханка) este o comună în raionul Melitopol, regiunea Zaporijjea, Ucraina, formată din satele Arabka, Astrahanka (reședința), Borîsivka și Svobodne.

## Demografie
Componența lingvistică a comunei Astrahanka
     Rusă (76,8%)
     Ucraineană (22,18%)
     Alte limbi (0,17%)
Conform recensământului din 2001, majoritatea populației comunei Astrahanka era vorbitoare de rusă (76,8%), existând în minoritate și vorbitori de ucraineană (22,18%).